# Antoni Tijewski
Antoni Tijewski, także Tyjewski (ur. 31 grudnia 1901 w Derbencie, zm. 20–22 kwietnia 1940 w Katyniu) – porucznik kawalerii rezerwy Wojska Polskiego, kawaler Orderu Virtuti Militari, ofiara zbrodni katyńskiej.

## Życiorys
Syn Antoniego i Salomei z Zajączkowskich urodzony w Derbencie, w ówczesnym obwodzie dagestańskim. Absolwent szkoły realnej w Rostowie nad Donem. Od 1918 w Wojsku Polskim. Służył w dywizjonie jazdy 4 Dywizji Strzelców Polskich gen. Żeligowskiego. Walczył w latach 1918–1919 na Kubaniu, w Besarbii i Galicji, a następnie w 1920 w czasie wojny z bolszewikami w szeregach 14 Pułku Ułanów Jazłowieckich. Za odwagę wykazaną w walce odznaczono go Krzyżem Srebrnym Orderu Virtuti Militari. W uzasadnieniu nadania orderu wojskowego Virtuti Militari V kl. napisano:

10 października 1920 r. w wypadzie na Korosteń kpr. Tijewski dowodził plutonem, który otrzymał rozkaz podejścia do toru w pobliżu bolszewickiego pociągu pancernego oraz zerwania szyn kolejowych za pociągiem w celu odcięcia mu odwrotu. Mimo huraganowego ognia wywiązał się z powierzonego mu zadania. Podłożył ładunek wybuchowy, który zerwał szyny i uszkodził pociąg. Podczas prób  naprawienia szyn przez bolszewików kpr. Tijewski zaatakował pociąg i wziął do niewoli 19 Rosjan i 2 kaemy.

Po zakończeniu działań wojennych, w 1921 zwolniony do rezerwy. W okresie międzywojennym pracował jako urzędnik w magistracie w Zdołbunowie, w PKU Równe i PKU Dubno na stanowisku referenta I referatu. 7 lipca 1926 prezydent RP mianował go podporucznikiem w rezerwie ze starszeństwem z 1 lipca 1925 i 399. lokatą w korpusie oficerów kawalerii, a minister spraw wojskowych wcielił do 21 pułku ułanów w Równem. W 1933 ukończył kurs dowódców szwadronów ckm dla oficerów rezerwy w Szkole Podchorążych Rezerwy Piechoty w Zambrowie. Na stopień porucznika rezerwy został awansowany ze starszeństwem z 1 stycznia 1935 i 34. lokatą w korpusie oficerów kawalerii. Jako oficer rezerwy odbył ćwiczenia w 21 puł. Ponadto aktywnie działał społecznie w wielu organizacjach, m.in. w Związku Oficerów Rezerwy, Związku Osadników Wojskowych oraz Lidze Morskiej i Kolonialnej jako wiceprezes.
Po wybuchu II wojny światowej i agresji ZSRR na Polskę dostał się do niewoli sowieckiej, w wyniku aresztowaniu przez NKWD – prawdopodobnie – w Dubnie we wrześniu 1939. Od grudnia 1939 przebywał w obozie jenieckim w Kozielsku, skąd 25 lutego 1940 wysłał ostatnią pocztówkę. Między 19 a 21 kwietnia 1940 został przekazany do dyspozycji naczelnika Zarządu NKWD Obwodu Smoleńskiego – lista wywózkowa 035/3 z 16 kwietnia 1940, pozycja 23. Między 20 a 22 kwietnia 1940 został zamordowany w Katyniu przez funkcjonariuszy Obwodowego Zarządu NKWD w Smoleńsku oraz pracowników NKWD przybyłych z Moskwy na mocy decyzji Biura Politycznego KC WKP(b) z 5 marca 1940. Ofiary tej zbrodni grzebano w bezimiennych mogiłach zbiorowych, gdzie od 28 lipca 2000 mieści się oficjalnie Polski Cmentarz Wojenny w Katyniu. W miejscu tym prowadzone były ekshumacje i prace archeologiczne. W 1943 jego ciało zostało zidentyfikowane w toku ekshumacji nadzorowanych przez Niemców pod numerem 3730 – dosł. opisany jako Fijewski Antoni urodzony 13 stycznia 1901 (raport dzienny z 1 czerwca 1943). Przy jego szczątkach znaleziono: „legit. i Krzyż Virtuti Militari, legit. urzędn. państw. nieczytelna, prawo jazdy, legit. Zw. Prac. Umysł. Admin. Wojsk. R.P., pismo-przepustkę MSWojsk., świad. szczep. w Kozielsku, list, ryngraf M. B. Ostrobramskiej". Figuruje na liście Komisji Technicznej PCK pod numerem 03730, wskazany jako por. Fi/y/jewski Antoni, urodz. 13 stycznia 1901, zam. Dubno, Piłsudskiego Nr. 20.

### Życie prywatne
Ożenił się z Marią z Goworów, z którą miał synów Antoniego i Gustawa oraz córkę Halinę. Jego żona i dzieci, a także jego matka oraz ojciec żony zostali deportowani w lutym 1940 do obwodu północnokazachstańskiego, gdzie oboje rodzice zmarli w 1943. Syn Gustaw Tijewski (ur. 3 września 1934 w Dubnie), absolwent Państwowej Szkoły Morskiej w Gdyni (1954), pływał od 1970 jako kapitan żeglugi wielkiej; był drugim mężem śpiewaczki i aktorki Ireny Brodzińskiej.

## Ordery i odznaczenia
- Krzyż Srebrny Orderu Wojskowego Virtuti Militari nr 2550 (1921)[5][9][4][25]
- Krzyż Walecznych[6][4][26]
- Medal Pamiątkowy za Wojnę 1918–1921[5]
- Medal Zwycięstwa[5]

9 grudnia 1935 Komitet Krzyża i Medalu Niepodległości odrzucił wniosek o nadanie mu tego odznaczenia „z powodu braku pracy niepodległościowej”.

## Upamiętnienie
5 października 2007 minister obrony narodowej Aleksander Szczygło mianował go pośmiertnie na stopień kapitana. Awans został ogłoszony 9 listopada 2007 w Warszawie, w trakcie uroczystości „Katyń Pamiętamy – Uczcijmy Pamięć Bohaterów”.
13 kwietnia 2016, w ramach akcji „Katyń... pamiętamy” / „Katyń... Ocalić od zapomnienia”, w ogrodzie Pałacu Prezydenckiego został zasadzony Dąb Pamięci poświęconego wszystkim Ofiarom Zbrodni Katyńskiej, certyfikat z numerem 1.